# ディズニー・ボードウォーク
ディズニー・ボードウォーク (Disney's Boardwalk) とは、アメリカのフロリダ州オーランドにある世界最大のウォルト・ディズニー・ワールド・リゾート内にあるディズニー・スプリングスに次ぐ2つ目のショッピングモールである。

## ホテル
1996年にグランドオープンした「ディズニー・ボードウォーク・リゾート」と呼ばれるウォルト・ディズニー・カンパニーが所有し、ウォルト・ディズニー・イマジニアリングが設計、ディズニー・パークス・エクスペリエンス・プロダクツが運営している直営ホテルである。そのほかパーク部門の子会社である、ディズニー・バケーション・クラブも対応である。ホテル内は2つのバリエーションがあり、選ぶ事が可能。
モデルは1920年代から1930年代のニューイングランドの歴史的建築物をモチーフとし、全部で部屋は378室あり、ホテルの面積は 18 ha (180,000 m2) もある。

### レストラン
「フライング・フィッシュ」と呼ばれる極上のシーフードを味わえるレストランや「トラットリア・アル・フォルノ」と呼ばれるミッキーをはじめとする人気ディズニーキャラクターとキャラクターダイニングも楽しめるイタリア料理レストランがある。そのほかは有名なピザやベーカリーなどがある。これらもホテル予約をしたゲストがレストランを自由に決められる。

## ボードウォークから近いパーク
- エプコット
- ディズニー・ハリウッド・スタジオ